# Battlefield Hardline
 (octobre 2018).
Si vous disposez d'ouvrages ou d'articles de référence ou si vous connaissez des sites web de qualité traitant du thème abordé ici, merci de compléter l'article en donnant les références utiles à sa vérifiabilité et en les liant à la section « Notes et références ».
Battlefield Hardline est un jeu vidéo de tir en vue subjective développé par Visceral Games et édité par Electronic Arts. Le jeu fait partie de la franchise Battlefield, il en est le septième jeu de la série.
Initialement prévu pour sortir en octobre 2014, le jeu sort en mars 2015 sur PC, PlayStation 3, PlayStation 4, Xbox 360 et Xbox One.
Les premières images du jeu sont dévoilées le 30 mai 2014.

## Synopsis
L'histoire se déroule principalement à Miami aux États-Unis, autour de Nick Mendoza, un inspecteur de police dont le passé est assez troublé. Alors que le trafic de cocaïne plonge la ville dans le chaos, Mendoza part en chasse contre d'anciens collègues ripoux qu'il croyait dignes de confiance. Le joueur peut notamment choisir de jouer au « bon flic » ou au « mauvais flic » dans la campagne du jeu.

## Système de jeu
Contrairement à ses prédécesseurs, Battlefield Hardline prend une nouvelle tournure. Le jeu se détourne complètement de l'armée et des conflits militaires pour s'intéresser à la lutte opposant forces de police et malfaiteurs. Le joueur peut choisir d'intégrer soit le camp des forces de polices, soit celui des fugitifs. Plusieurs modes de jeux sont disponibles (Sauvetage, Poursuite infernale, Argent sale, Braquage, Conquête, Match à mort, Contrat, etc), plaçant le joueur dans une lutte « flic contre voleur », au sein des quartiers chics d'une ville aisée des États-Unis, ou à travers de grands espaces campagnards ouverts.

### Multijoueur
Contrairement aux précédents épisodes de la série, il n'y a pas de char d’assaut ni véhicule blindé lourd. Les véhicules sont en majeure partie des véhicules de transport (Moto, Berline, etc.). Certaines armes de la série Battlefield sont présentes, comme le SKS, le M40A5, la M16A3, l'AKM ou le M9 (de son vrai nom 92FS). Certaines armes ne sont pas incluses, telles que les fusils mitrailleurs (types M249, ou PKP Pecheneg, etc.), leur utilisation ayant été remplacée par celle des fusils de chasse (870 MCS, Benelli M1014, Franchi SPAS-12, etc.). Contrairement aux précédents opus, le joueur peut acheter à l'aide de l'argent gagné, de nouveaux types de grenades, d'armes et gadgets, au fil de sa progression (grenades-flash, masque à gaz, cocktail molotov, etc.).
Dans chaque mode de jeu, le joueur peut choisir d'intégrer les forces de l'ordre ou de rejoindre le camp des hors-la-loi. Ce système permet de donner au joueur des objectifs et des outils différents selon le camp qu'il a choisi de rejoindre.

### Modes de jeu
Le jeu comporte cinq modes :
- Sauvetage (Rescue) : semblable à celui de Counter Strike. Pas de réapparition. Deux otages à sauver. Équipes réduites.
- Poursuite infernale (Hotwire) : ce mode consiste à piloter le plus longtemps et à grande vitesse des voitures de sport. Le principe est le même que le mode conquête classique avec des points à capturer et à contrôler sauf que cette fois les points sont représentés par les véhicules et sont en constant déplacement.
- Argent sale (Blood Money) : les policiers et les braqueurs s'affrontent pour récupérer l'argent dans une base neutre. Chaque camp à accès au lieu de réapparition ennemi et peut voler son argent. L'équipe qui possède le plus d'argent possible à la fin de la partie l'emporte. Une variante de la capture du drapeau.
- Braquage (Heist) : similaire au mode « Ruée » des précédents Battlefield. Deux sites où l'argent se trouve sont à attaquer pour les braqueurs qui, pour cela, disposent de plusieurs entrées et sorties et à défendre pour les policiers. Les braqueurs doivent amener l'argent volé à un point d'extraction. Contrairement à la Ruée, il n'y a pas de bases. si les braqueurs réussissent à voler l'argent des deux sites, ils l'emportent. En revanche, si les policiers parviennent à défendre l'argent jusqu'à ce que les braqueurs épuisent tous leurs tickets, ils l'emportent.
- Conquête (Conquest) : mode classique de Battlefield avec des points à capturer et à défendre. L'équipe qui a épuisé tous ces tickets a perdu. Petite nouveauté : le « flag-zone » (zone où le drapeau est capturable) est délimité par un carré sur la mini-carte.

## Développement
Pour ce qui est du développement de la campagne solo de Battlefield Hardline, Viceral Games a confié avoir essayé de limiter l'utilisation de scripts pour l'IA (intelligence artificielle) et de faire réagir les ennemis en fonction des actions du joueur, afin d'accroître le réalisme des scènes d'action et de laisser à ce dernier une plus grande liberté tant à la façon dont il veut régler une situation (plus de façon brutale ou subtile).
Une version bêta du jeu fut proposée par Electronic Arts du 4 février 2015 au 9 février 2015 (5 jours), sur toutes les plateformes habituelles. Elle ne propose que 3 des 5 modes de jeux (Hotwire, Heist et Conquest). La bêta n'est jouable que jusqu'au 10 février 2015, mais semble avoir été très bien accueillie par les joueurs.
En raison de son succès, notamment sur PC, le studio a donné aux joueurs de cette plateforme un jour de plus pour tester le jeu. La bêta s'est donc terminée le 10 février sur PC, contre le 9 février pour les autres plateformes.

## Extensions
Toutes les extensions sont sorties sur Windows, PlayStation 3, PlayStation 4, Xbox 360 et Xbox One.
| Extension         | Date de sortie    | Mode(s) de jeu       | Carte(s) multijoueur                                       | Véhicule(s)                         | Arme(s)            | Accessoire(s)                 | Gadget(s)                                                                  |
| ----------------- | ----------------- | -------------------- | ---------------------------------------------------------- | ----------------------------------- | ------------------ | ----------------------------- | -------------------------------------------------------------------------- |
| Criminal Activity | 30 juin 2015      | Chasseur de primes   | Code bleu, Trou paumé, Sur la brèche, Vendredi noir        | Pick-up, Lowrider                   | 4 nouvelles armes  | 2 nouveaux types de munitions | 2 nouveaux gadgets, 6 masques                                              |
| Robbery           | 30 septembre 2015 | Braquage en escouade | Musée, Sur la brèche, Les quais, Enceinte 7                | Camion lourd, hélicoptère de pirate | 3 nouvelles armes  | Accessoires pour véhicules    | 2 nouveaux gadgets, nouveaux camouflages, nouvelles peintures de véhicules |
| Getaway           | 26 janvier 2016   | Capture du sac       | Trahison, Diversion, Esquive de train, Autoroute Pacifique | Voiture de course                   | 12 nouvelles armes | ❌                            | Nouveau gadget, nouveau couteau, 4 nouveaux camouflages                    |
| Betrayal          | 15 mars 2016      | ❌                   | Glace fine, Chinatown, Cimetière, île d'Alcatraz           | Corbillard, Motoneige               | 7 nouvelles armes  | ❌                            | Personnalisation des armes, nouveaux camouflages d'armes, nouvelles tâches |